# MobyGames
MobyGames là một website thương mại liệt kê danh mục game cả trong quá khứ và hiện tại. Tính đến tháng 6 năm 2016 website này có chứa tới 200 hệ máy chơi game (arcade, console, máy tính, trang mạng xã hội, hệ máy chơi game cầm tay và điện thoại di động) và hơn 100.000 game, kéo dài hơn 40 năm. Trang web này được hỗ trợ bởi các banner quảng cáo và người dùng phải trả tiền để trở thành khách quen.

## Tổng quan
Cơ sở dữ liệu của MobyGames chứa đựng những thông tin về game cùng nhân sự và các công ty phía sau họ. Một số hồ sơ của từng hãng phát triển đều có phần thông tin tiểu sử. Nội dung được bổ sung trên cơ sở đóng góp từ nguồn lực cộng đồng tình nguyện viên, với tất cả các mục lần theo một tài khoản người dùng không vô danh. Trước khi được sáp nhập vào cơ sở dữ liệu—cho dù đó là một mục hoàn toàn mới hoặc một mảnh thông tin nhỏ đang gắn vào bất kỳ tin tức tồn tại—tất cả những gì đăng lên đầu tiên đều phải trải qua một quá trình xác minh và xác nhận bởi "người phê duyệt". Tương tự như vậy, các thành viên của nhóm này đều là những người sử dụng tình nguyện, tham gia vào nghĩa vụ của các biên tập viên để đảm bảo rằng các thông tin bày ra cho người xem là chính xác và đáp ứng các tiêu chuẩn được xác định trước về chất lượng.
Các nguồn tài liệu thông dụng nhất là bìa hộp và quyển hướng dẫn game hay chính bản thân trò chơi (tiêu đề và màn hình giới thiệu những người có đóng góp vào quá trình sản xuất game), nhưng cũng thêm cả thông báo của nhà sản xuất, các cuộc phỏng vấn với các nhà phát triển, v.v... Những thành viên đã đăng ký có thể đánh giá và xem xét bất kỳ mục trò chơi và điểm số được tổng hợp thành một giá trị duy nhất. Người dùng được phép tạo ra tựa game "có danh sách" và "muốn danh sách" có thể được thực hiện theo bất cứ tùy chọn nào. Điều này có thể tạo ra một danh sách các trò chơi có sẵn dùng để trao đổi với người dùng khác. Trang web này còn có thêm một diễn đàn tích hợp và cứ mỗi game được liệt kê đều có diễn đàn phụ của riêng mình.

## Lịch sử
MobyGames do Jim Leonard, Brian Hirt và David Berk (người đã gia nhập 18 tháng sau khi dự án bắt đầu, nhưng vẫn ghi trong phần tiểu sử là một người sáng lập) thành lập vào ngày 1 tháng 3 năm 1999, cả ba đều quen biết từ thời còn học trung học. Leonard đã nảy ra ý tưởng chia sẻ thông tin về trò chơi điện tử với một lượng khách lớn hơn. Cơ sở dữ liệu được bắt đầu bằng một số bài viết về các tựa game MS-DOS và Microsoft Windows,  vì những người sáng lập đã quá quen thuộc với những hệ điều hành này. Vào ngày sinh nhật thứ hai của mình, MobyGames bắt đầu hỗ trợ các nền tảng khác, ban đầu hướng tới những hệ máy console thời đó như PlayStation và các hệ máy cũ xưa khác được bổ sung sau. Theo David Berk, những hệ máy mới này sẽ được thêm vào một khi có đủ thông tin để nghiên cứu thiết kế framework cần thiết dành cho chúng trong cơ sở dữ liệu, cũng như những người sẵn sàng để phê duyệt cho hệ máy mới.
Mùa hè năm 2010, các nhà sáng lập đã bán MobyGames cho GameFly với một số tiền không được tiết lộ. Nguồn tin này chỉ được thông báo lại cho cộng đồng dưới dạng post factum, một vài người đóng góp lớn đã lên tiếng phản đối, từ chối làm công việc tình nguyện cho website hiện nay thuộc sở hữu thương mại. Đến tháng 9 năm 2013, hầu hết những người đóng góp chủ chốt đều ra sức tẩy chay MobyGames như một cuộc biểu tình chống lại một trang web đơn phương bị GameFly đại tu triệt để. Cộng đồng đã trình báo về những tính năng thiếu sót, thiết kế nhạt nhẽo và chức năng bị suy giảm, và hiệu suất chậm hơn, là kết quả của việc đại tu. Theo tiết lộ trên các diễn đàn, việc thiết kế lại từng được đưa ra xem thử một vài tháng trước đó cho một nhóm các thành viên đóng góp, chính họ đã chỉ ra nhiều lỗi và bác bỏ khái niệm mới, dù nó lại được đưa vào sản xuất bằng mọi giá. Ngày 18 tháng 12 năm 2013, MobyGames đã được Jeremiah Freyholtz mua lại, chủ sở hữu của Blue Flame Labs (một công ty phát triển web và game có trụ sở tại San Francisco) và VGBoxArt (một trang web về bìa hộp game do fan tạo ra). Sau khi nắm quyền kiểm soát trang web này, Blue Flame Labs đã đưa giao diện của MobyGames trở về như cũ trước quá trình đại tu. Sự hỗ trợ dành cho game chạy bằng đồng xu trên máy arcade đã được bổ sung vào tháng Giêng năm 2014.

## Đề cử
MobyGames được đề cử giải thưởng Webby Award dành cho Website liên quan đến Game Hay nhất bởi Học viện Quốc tế Nghệ thuật và Khoa học Kỹ thuật số vào ngày 11 tháng 4 năm 2006.